# Ernest Ebbage
Ernest Walter Ebbage (Egyesült Királyság, Norfolk, Stibbard, 1873. augusztus 1. - Egyesült Királyság, Essex, Rochford, 1943. szeptember 2.) olimpiai bronzérmes brit kötélhúzó.
Az 1908. évi nyári olimpiai játékokon indult kötélhúzásban brit színekben. A Metropolitan Police "K" Division csapatában szerepelt. Rajtuk kívül még kettő brit rendőrségi csapat és két ország indult (amerikaiak és svédek). A verseny egyenes kiesésben zajlott. Először a londoni rendőröktől kaptak ki, majd a bronzmérkőzésen a svédeket verték.